# Cicindela tranquebarica
Cicindela tranquebarica este o specie de insecte coleoptere, descrisă de Herbst în anul 1806. Cicindela tranquebarica face parte din genul Cicindela, familia Carabidae.

## Subspecii
Această specie cuprinde următoarele subspecii:
- C. t. arida
- C. t. borealis
- C. t. diffracta
- C. t. inyo
- C. t. kirbyi
- C. t. lassenica
- C. t. moapana
- C. t. parallelonota
- C. t. roguensis
- C. t. sierra
- C. t. tranquebarica
- C. t. vibex
- C. t. viridissima

## Galerie

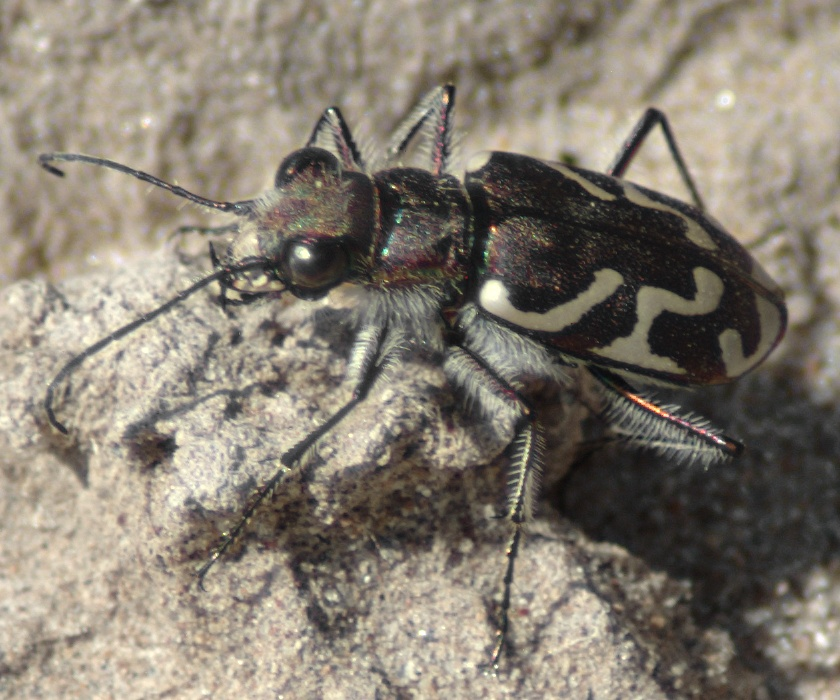